# Corydon (motorfiets)
Corydon is een Brits historisch merk van motorfietsen.
De bedrijfsnaam was: Bradbury Bros. Ltd., High Street, Croydon, Surrey. De merknaam was dus een anagram van de vestigingsplaats Croydon.
In 1904 begonnen de gebroeders Bradbury met de productie van goede motorfietsen met 2½pk-eencilindermotoren en 3- en 3½pk-V-twins. De motorfietsverkopen in het Verenigd Koninkrijk begonnen in die tijd terug te lopen en in 1908 moest Corydon de productie beëindigen.